# William Cotts, 1. Baronet
Sir William Dingwall Mitchell Cotts, 1. Baronet (* 15. Juli 1871; † 20. Juni 1932) war ein schottisch-britischer Reeder und Politiker.

## Leben
Cotts war das einzige Kind von William Cotts (1843–1908) aus dessen Ehe mit Sarah Muir. Er betätigte sich im Kolonialwarenhandel, wozu er eigene Schiffe einsetzte. Des Weiteren besaß er eine Kohlemine. Er amtierte zeitweise als Justice of the Peace für London, Sussex sowie das Borough of Hampstead. Während des Ersten Weltkriegs war Cotts um die Anwerbung von Soldaten in Südafrika bemüht und wurde in Anerkennung seiner Verdienste 1919 als Knight Commander des Order of the British Empire geadelt. Am 15. Juni 1921 wurde ihm in der Baronetage of the United Kingdom der erbliche Adelstitel eines Baronet, of Coldharbour Wood in the Parish of Reigate in the County of Sussex, verliehen. 1929 wurde er als Officer des Order of Saint John ausgezeichnet.
Aus seiner 1901 geschlossenen Ehe mit Agnes Nivison Sloane (um 1875–1966) hatte er vier Kinder:
- Sir William Campbell Mitchell-Cotts, 2. Baronet (1902–1964), Schauspieler, ⚭ 1934–1939 Hélène Marie de La Trémoille, Tochter des Louis-Charles-Marie de La Trémoille, Duc de Thouars (1863–1921);
- Agnes Nivison Cotts (* 1902), ⚭ (1) 1926–1930 Brigadier Claude Frederick Walker, (2) 1941 Squadron Leader Claude Alastair Blyth Rome;
- Sir Robert Chrichton Mitchell Cotts, 3. Baronet (1903–1995);
- Cameron Cotts (* nach 1903).

Als er im Jahre 1932 verstarb, erbte sein älterer Sohn William (1902–1964) seinen Baronettitel.

## Politischer Werdegang
Bei den Unterhauswahlen 1918 bewarb sich Cotts als Kandidat der Coalition Liberals um das Mandat des neugeschaffenen Wahlkreises Western Isles. Bei einer Differenz von 390 Stimmen konnte er sich jedoch nicht gegen den Kandidaten der Liberal Party, Donald Murray, durchsetzen und verpasste damit den Einzug in das britische Unterhaus. Bei den folgenden Unterhauswahlen 1922 kandidierte Cotts abermals gegen Murray, diesmal jedoch für die National Liberal Party. Er galt als Favorit William Lever, 1. Viscount Leverhulmes, dem Eigentümer der Insel. Überraschend setzte sich Cotts mit einer Differenz von 939 Stimmen gegen Murray durch. Murray schied aus dem Unterhaus aus und trat zu keiner weiteren Wahl an. Als Gründe für Murrays Niederlage wurde sowohl seine fehlende Anbindung durch seine lange Abwesenheit infolge seiner parlamentarischen Tätigkeit genannt, als auch sein oppositionelles Verhalten zu Levers Plänen, die zunehmend Zustimmung unter den Inselbewohnern fanden. Zu den folgenden Wahlen 1923 trat Cotts nicht mehr an und schied aus dem britischen Unterhaus aus. Das Mandat des Wahlkreises errang der liberale Kandidat Alexander Livingstone.